# 神村浩平
神村 浩平（じんむら こうへい、1984年1月7日 - ）は、日本の社会起業家、政治活動家。神奈川県川崎市出身。株式会社ニコ・ドライブ代表取締役。

## 略歴
- 2000年 - バイクで走行中に交通事故に遭遇。脊髄損傷（胸椎4番）を受傷し車椅子生活を始める
- 2004年 - NECエレクトロニクス株式会社入社
- 2006年 - 車椅子バスケットボール選手として米イリノイ州・パークランドカレッジへ留学
- 2007年 - イリノイ州で暮らす障害児のための車いすバスケットボールチームを設立し、ヘッドコーチ活動を行う
- 2008年 - 車椅子バスケットボール全米選手権 第2位
- 2012年 - ゴールドマンサックス証券株式会社へ入社
- 2013年 - 元自動車メーカーエンジニアの故・荒木正文氏とニコ・ドライブを創業
- 2015年 - 株式会社ニコ・ドライブ設立、代表取締役社長就任
- 2016年 - 第100回「かわさき起業家オーディション 優秀賞」受賞
- 2017年 - 2020年パラリンピック東京大会成功ワーキングチーム
- 2024年 - 日本福祉車輌協会アドバイザー就任
- 2025年 - 東京都議会議員選挙・世田谷区選挙区にれいわ新選組公認で立候補し、定数8人に対し18人中11位で落選[1]。

## モデルとなった作品
2004年に映画監督中田新一によって製作された映画作品「ウィニング・パス」は、神村浩平の半生をモデルにして製作された。本作品は、松山ケンイチの映画初主演作品、助演は堀北真希。

### TV
- 「自動車の運転を多くの人に」『NHK ニュースウオッチ9』2016年7月21日。
- 「より自由にドライブを 障害者向け新補助装置 体験会」『NHK ほっとニュース北海道』2017年7月7日。

### 新聞
- 「車椅子バスケ 新たな希望に」『朝日新聞』2004年1月31日付夕刊。
- 「障害者の職場 VBが手助け」『日本経済新聞』2016年5月2日付朝刊、第11面。
- 「下肢障害 運転、車の改造不要」『読売新聞』2017年1月31日付朝刊、第26面。
- 「車を自在に使う夢を追う」『朝日新聞』2017年8月2日付朝刊。
- 「手動アクセル・ブレーキ 試乗に風穴」『産経新聞』2017年9月19日付朝刊 第24面。
- 【ゆる起業のススメ】車椅子の人に行動の幅広げる 2024年3月6日日経MJ。

### WEBメディア
- 「ニコニコレンタカー、車いす利用者向けの運転補助装置を導入…直営6店」」『Response.』2016年7月6日。
- 「ニコ・ドライブ×BMW、「i3」の手動運転装置「ハンドコントロール」を体験」」『Car Watch』2016年7月15日。
- 「BMW「i3」＋ニコ・ドライブ「ハンドコントロール」」『Car Watch』2016年8月12日。
- 「車椅子ユーザーも車を運転できる！手で踏めるアクセルブレーキ「ハンドコントロール」をつくるニコドライブが目指す移動格差のない社会」『soar』2017年11月8日。
- 「第13回　神村浩平（ニコ・ドライブ代表取締役）「格差のない社会を」」「Sportful Talks」（ブルータグ株式会社今矢賢一氏と株式会社スポーツコミュニケーションズ二宮清純氏との共同企画）　2019年1月31日。
- 「神村浩平（ニコ・ドライブ代表取締役）＜前編＞「人生の幅を広げるデバイス」「スポーツコミュニケーションズ（挑戦者たち~二宮清純の視点~）」2025年1月19日。
- 「神村浩平（ニコ・ドライブ代表取締役）＜後編＞「政治家へのチャレンジ」」「スポーツコミュニケーションズ（挑戦者たち~二宮清純の視点~）」2025年2月2日。